# Министерство экологии, устойчивого развития, транспорта и жилищного строительства Франции
Министерство экологии, устойчивого развития, транспорта и жилищного строительства Франции — министерство Франции, отвечающее за государственную экологическую политику (сохранение биологического разнообразия, климата, согласно приложений Киотского протокола, экологический контроль отраслей и т.д.), транспорта (воздушный, автомобильный, железнодорожный и морской ), моря и жилищной политики. Экологическая хартия была включена в Конституцию Франции в 2004 году.

## История
С 1974 по 1977 год министерство называлось министерством качества жизни; в 1978 году стало министром охраны окружающей среды и образа жизни. Нынешнее название должности министра называется "министр устойчивого развития" отчасти из-за влияния Партии зеленых и про-экологического движения во французской политике на протяжении последних 10 лет.
Также министерство называлось Министерством экологии, энергетики, устойчивого развития и моря и Министерством экологии, энергетики, устойчивого развития и благоустройства территории, Министерство экологии, устойчивого развития и территориального планирования, Министерством экологии и устойчивого развития и Министерством государственного планирования и окружающей среды